# Titularbistum Calydon
Calydon ist ein Titularbistum  der römisch-katholischen Kirche.
Der ehemalige Bischofssitz geht zurück auf eine antike Stadt Kalydon in Griechenland. Er war der Kirchenprovinz Larisa zugeordnet.
| Titularbischöfe von Calydon |                                                            |                                                                                               |                                   |                                  |
| Nr.                         | Name                                                       | Amt                                                                                           | von                               | bis                              |
| 1                           | Martinus de Sarricolea y Olea                              | Koadjutorbischof von Paraguay (Vizekönigreich Peru)                                           | 22. Juli 1720                     |                                  |
| 2                           | Sebastián Foronda OESA                                     | Apostolischer Administrator von Cebu (Vizekönigreich Neuspanien)                              | 2. März 1722                      | 20. Mai 1728                     |
| 3                           | Juan de Las Peñas                                          | Weihbischof in Cuenca (Spanien)                                                               | 30. August 1723                   | 10. Juni 1726                    |
| 4                           | Luigi Grondona B                                           |                                                                                               | 14. Februar 1797                  | 1832                             |
| 5                           | Antonius Grech-Delicata-Testaferrata                       |                                                                                               | 14. Juli 1867                     | 24. September 1868               |
| 6                           | Caspar Henry Borgess                                       | Koadjutorbischof von Detroit (USA)                                                            | 14. Februar 1870                  | 30. Dezember 1871                |
| 7                           | Lodovico Caracciolo di Castagneta                          | Weihbischof in Aversa (Königreich Italien)                                                    | 9. August 1883                    |                                  |
| 8                           | Lodovico Caracciolo di Castagneta                          | Weihbischof in Neapel (Königreich Italien)                                                    | 1. Juni 1891                      | 12. Juni 1893                    |
| 9                           | Edward T. Sheehan CM                                       | Apostolischer Vikar von Yükiang (Republik China)                                              | 29. Januar 1929                   | 6. September 1933                |
| 10                          | Hermann Schoppelrey SVD                                    | Apostolischer Vikar von Sinyangchow (Republik China)                                          | 13. Dezember 1933                 | 25. Mai 1940                     |
| 11                          | Marie-Joseph Lemieux OP                                    | Exil-Bischof von Sendai (Japanisches Kaiserreich) Apostolischer Administrator von Gravelbourg | 16. Januar 1941 26. November 1942 | 26. November 1942 15. April 1944 |
| 12                          | Joseph Marie Yüen K'ai-chih (Joseph Marie Yüen Ching Ping) | Apostolischer Vikar von Chumatien (Republik China)                                            | 9. November 1944                  | 11. April 1946                   |
| 13                          | Johannes Baptist Neuhäusler                                | Weihbischof in München und Freising (Deutschland)                                             | 8. Februar 1947                   | 14. Dezember 1973                |